# Flughafen Vijayawada

i7
i11
i13
Der nur ca. 25 m hoch gelegene Flughafen Vijayawada (englisch Vijayawada Airport, auch Amaravati Airport, IATA-Code: VGA, ICAO-Code: VOBZ) ist ein internationaler Flughafen ca. 20 km (Fahrtstrecke) östlich der Millionenstadt Vijayawada im Bundesstaat Andhra Pradesh nahe der Ostküste Indiens und dem Golf von Bengalen. Amaravati, die designierte Hauptstadt des Bundesstaats, liegt knapp 40 km westlich, hat aber (noch) keinen eigenen Flughafen.

## Geschichte
Der Vijayawada Airport wurde im Zweiten Weltkrieg als Militärflughafen genutzt. Im September 2003 begann ein Liniendienst zwischen Hyderabad und Vijayawada. Aufgrund steigender Passagierzahlen wurde im Jahr 2017 ein neues Terminal geöffnet. Im selben Jahr erhielt der Flughafen einen internationalen Status, doch wurden die Flüge nach Singapur wegen der Corona-Pandemie wieder eingestellt; nach Kuwait finden sie wieder statt.

## Flugverbindungen
Verschiedene indische Fluggesellschaften betreiben mehrmals täglich stattfindende Linienflüge nach Hyderabad, Bangalore, Delhi und Chennai; regionale Flüge, z. B. nach Visakhapatnam oder Tirupati finden nur etwa einmal täglich statt.

## Zwischenfälle
- 28. August – Eine Vickers Viscount 768D der indischen Huns Air (Luftfahrzeugkennzeichen VT-DJC) wurde bei der Landung auf dem Flughafen Vijayawada zu spät und unzureichend abgefangen. Das Flugzeug sprang dreimal wieder hoch, bis schließlich das Bugfahrwerk zusammenbrach und die Maschine nach rechts die Landebahn verließ. Alle 29 Insassen, die fünf Besatzungsmitglieder und 24 Passagiere, überlebten. Das Flugzeug wurde irreparabel beschädigt.[4]

## Sonstiges
- Betreiber des Flughafens ist die Airports Authority of India.
- Es gibt eine Start-/Landebahn mit 3050 m Länge.